# Christian Hanack
Christian Hanack (auch Christoph Hannack; * 31. März 1692 in Wittenberg; † 25. Juli 1765 in Wittenberg) war ein deutscher Rechtswissenschaftler.

## Leben
Christian Hanack wurde als Sohn eines Bäckers geboren; am 2. April 1692 wurde er getauft. Er besuchte die  Gymnasien in Zerbst und Dresden. Nachdem er sich am 29. Oktober 1711 in seiner Heimatstadt an der Universität Wittenberg immatrikuliert hatte und ein eifriger Schüler von Johann Balthasar Wehner, Caspar Heinrich Horn und Georg Beyer gewesen war, erlangte er im September 1719 den akademischen Grad eines Magisters der Philosophie und promovierte am 19. Februar 1720 zum Doktor der Rechtswissenschaften. Er hielt juristische Vorlesungen mit Beifall. 1726 erhielt er eine außerordentliche Professur und 1730 eine ordentliche Professur für das sächsische Recht.
Obwohl er durch die Gunst des sächsischen Hofes gegen den Willen des sächsischen Oberkonsistoriums, in dessen Augen er als unfähig galt, 1744 die Professur der Institutionen übernommen hatte, stieg er 1752 in die Pandektenprofessur Digestium infortatium et novum und schließlich in die Professur des Kodex auf. Durch seine Professuren war er Beisitzer und Assessor am Hofgericht sowie des Schöppenstuhls geworden. In seiner letzten Lebenszeit war er Senior der juristischen Fakultät sowie verwaltete in den Sommersemestern 1749, 1755 und 1761 das Rektorat der Wittenberger Akademie.

## Werkauswahl
- Jus judiciarium saxonicum. Zimmermann,  Wittenberg 1730, 1744.
- Jurisprudentia feudalis. 1729, 1741.
- Principia jurisprudentiae privatae. 1746.

## Weblink
- Ersch / Gruber: Allgemeine Encyclopädie der Wissenschaften und Künste VOLUME Sect 2 T. 2 S. 57

| Personendaten    | Personendaten                   |
| ---------------- | ------------------------------- |
| NAME             | Hanack, Christian               |
| ALTERNATIVNAMEN  | Hannack, Christoph              |
| KURZBESCHREIBUNG | deutscher Rechtswissenschaftler |
| GEBURTSDATUM     | 31. März 1692                   |
| GEBURTSORT       | Wittenberg                      |
| STERBEDATUM      | 25. Juli 1765                   |
| STERBEORT        | Wittenberg                      |